# Ryan Allen (attore)
Ryan Allen (Toronto, 28 febbraio 1990) è un attore canadese.
È conosciuto principalmente per aver partecipato al film Get Rich or Dye Tryin' (2005) e per aver recitato nella serie tv Combat Hospital nel 2011. Attualmente sta interpretando Gord nella serie tv Between di Netflix. È apparso anche nella serie tv Nikita (2010) e ha interpretato il ricorrente ruolo di Jasper Longfield nella serie tv statunitense Copper (2012).